# Marcel de Paris
Pour les articles homonymes, voir Saint Marcel.

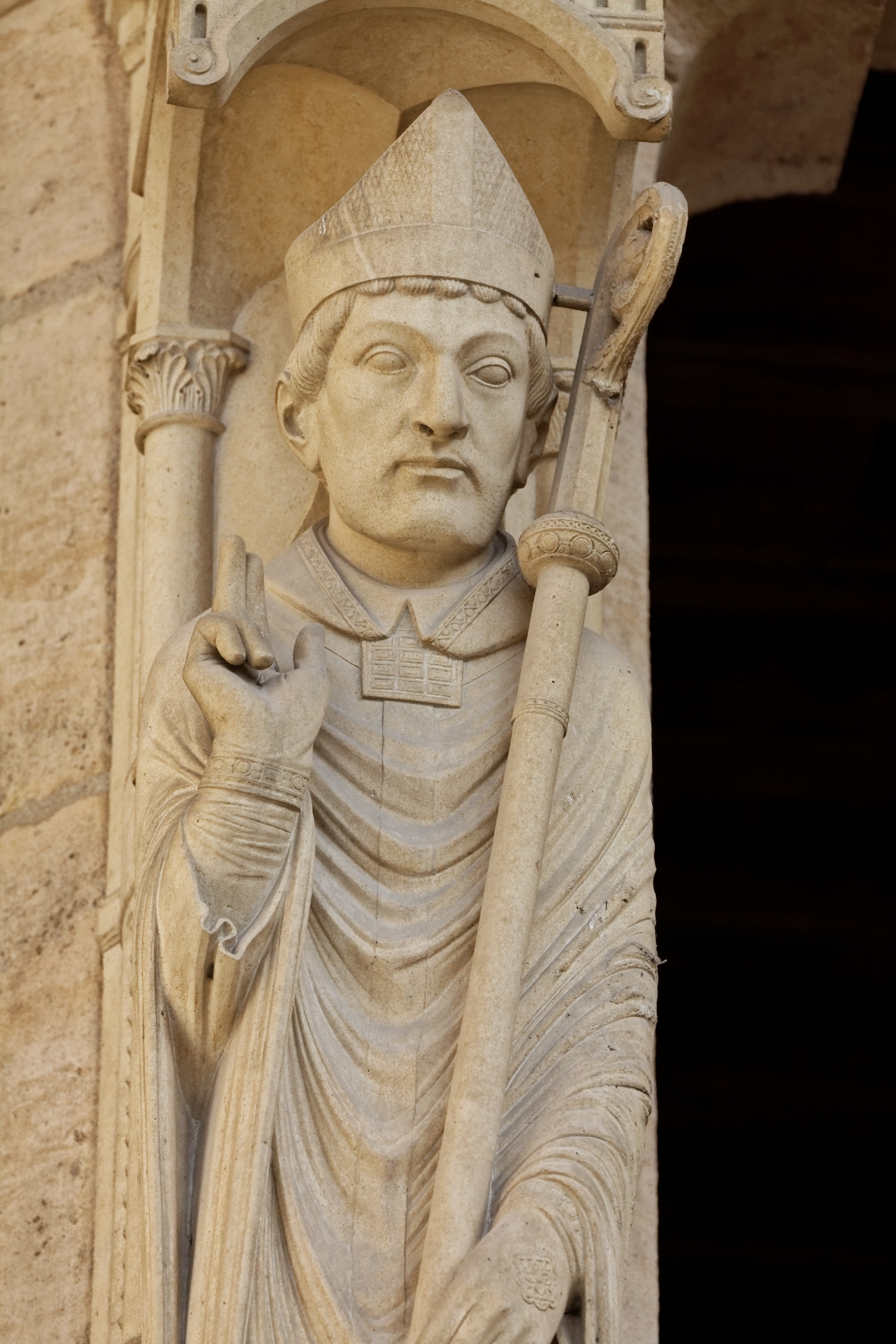
Saint Marcel représenté sur le trumeau du portail Sainte-Anne de Notre-Dame de Paris, sculpture du XIXe siècle de Geoffroy-Dechaume d'après la sculpture originale (sans tête) conservée au musée de Cluny.

Saint Marcel fut le neuvième évêque de Paris. Saint sauroctone, il est fêté par l'Église catholique le 1er novembre.

## Biographie
Saint Marcel est né à Paris, sur l'île de la Cité, dans une humble famille vivant près du Petit-Pont. Neuvième évêque de Paris, il présida le concile de Paris en 360-361, reconnaissant le concile de Nicée de 325.
Il patronna sainte Geneviève, future patronne de Paris. On a représenté sa vie au Moyen Âge sur le tympan de la porte rouge de la cathédrale Notre-Dame.
Il mourut en novembre 436 sous le règne de l'empereur romain Théodose II.
Il fut inhumé le long de la voie romaine conduisant de Lutèce vers Lyon et l’Italie. Lors des invasions Normandes, son corps fut transféré à Notre-Dame. L’église Saint-Marcel en conserve des reliques.

## Les miracles de saint Marcel
La vie de saint Marcel a été contée par Venance Fortunat, qui indique qu'il s'était fait une solide réputation de thaumaturge, capable de transformer l'eau en vin ou de saisir un fer rouge sans se brûler. Il aurait aussi calmé un bœuf (ou un taureau) qui s'était échappé de son abattoir.
Sous-diacre, Marcel aurait fait recouvrer la parole à l'évêque Prudence puni par Dieu pour avoir indûment fait frapper un jeune enfant de chœur, Mintuce. 
Faute d'être mort en martyr, saint Marcel est canonisé par le prodige qu'il aurait accompli, à l'origine de la légende de saint Marcel : il aurait en effet vaincu un dragon terrorisant Paris et y dévorant les filles de mauvaise vie, par un seul coup de sa crosse.

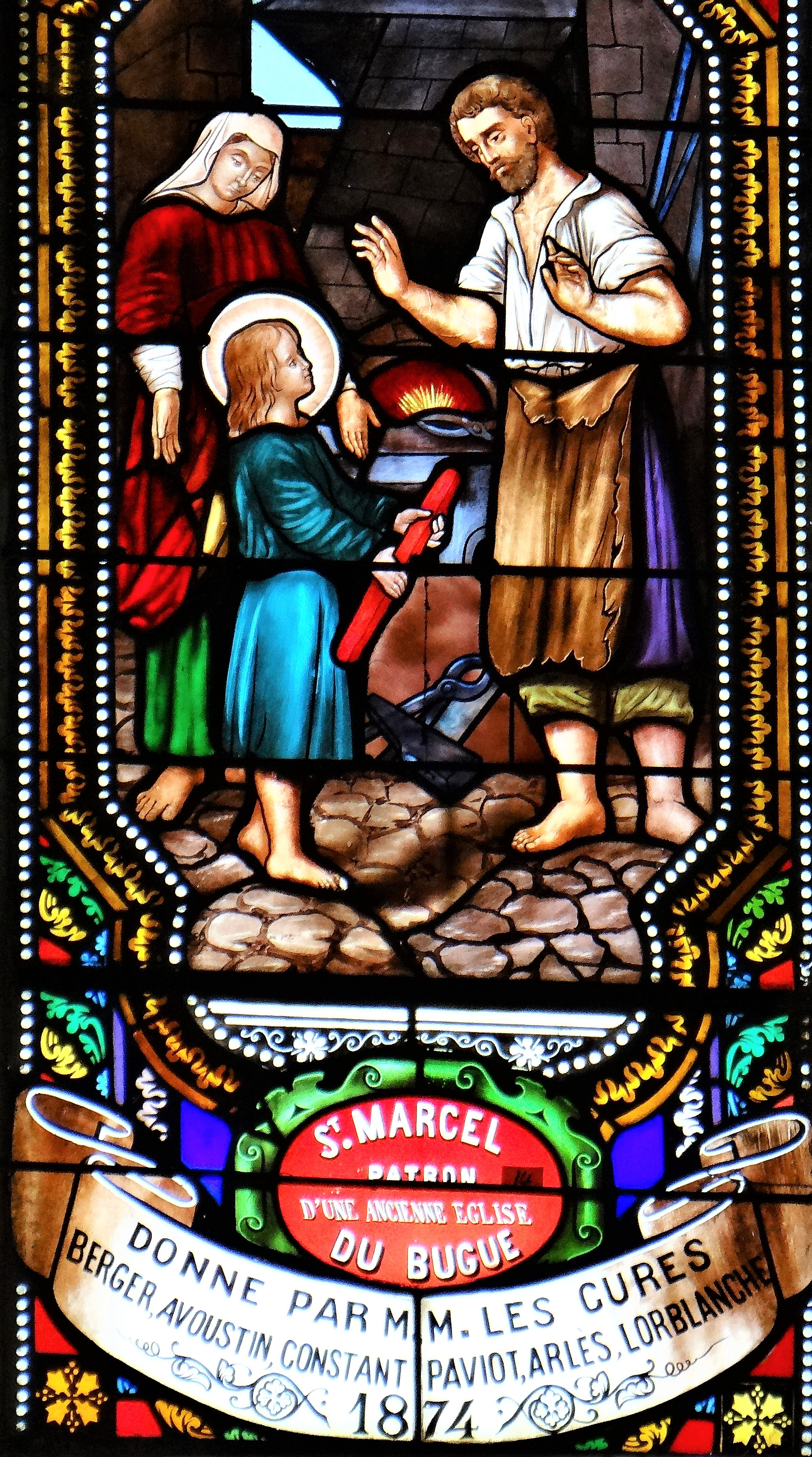
Premier miracle : mis au défi par un forgeron, Marcel prend une barre de fer incandescente et en évalue son poids avec une grande précision. Le Bugue, église Saint-Sulpice.
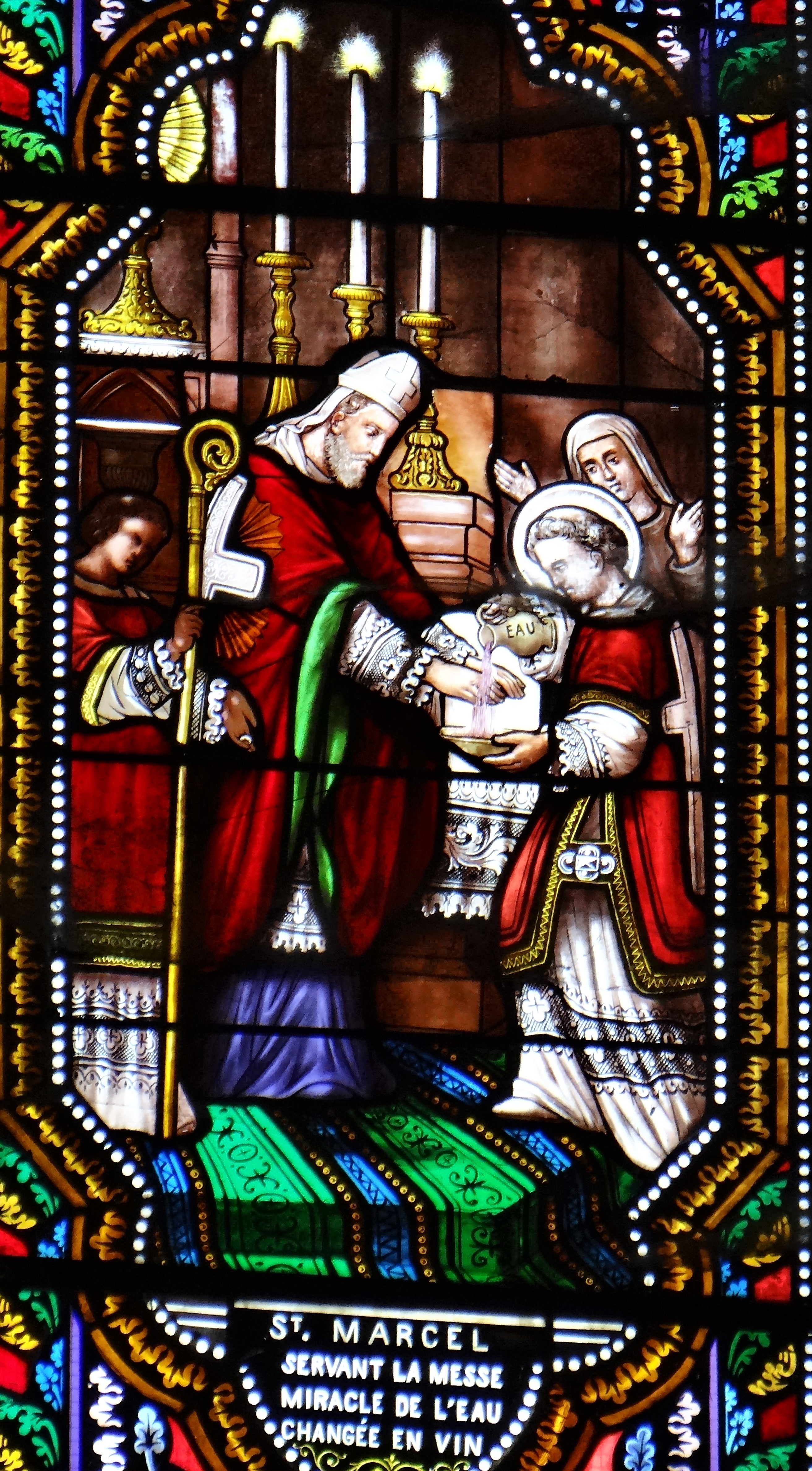
Deuxième miracle : Marcel, sous-diacre, après avoir puisé l'eau dans la Seine, la présente à l'évêque pour qu'il se lave les mains pendant la messe, l'eau se change en vin, et l'évêque l'utilise pour la consécration. Le Bugue, église Saint-Sulpice.
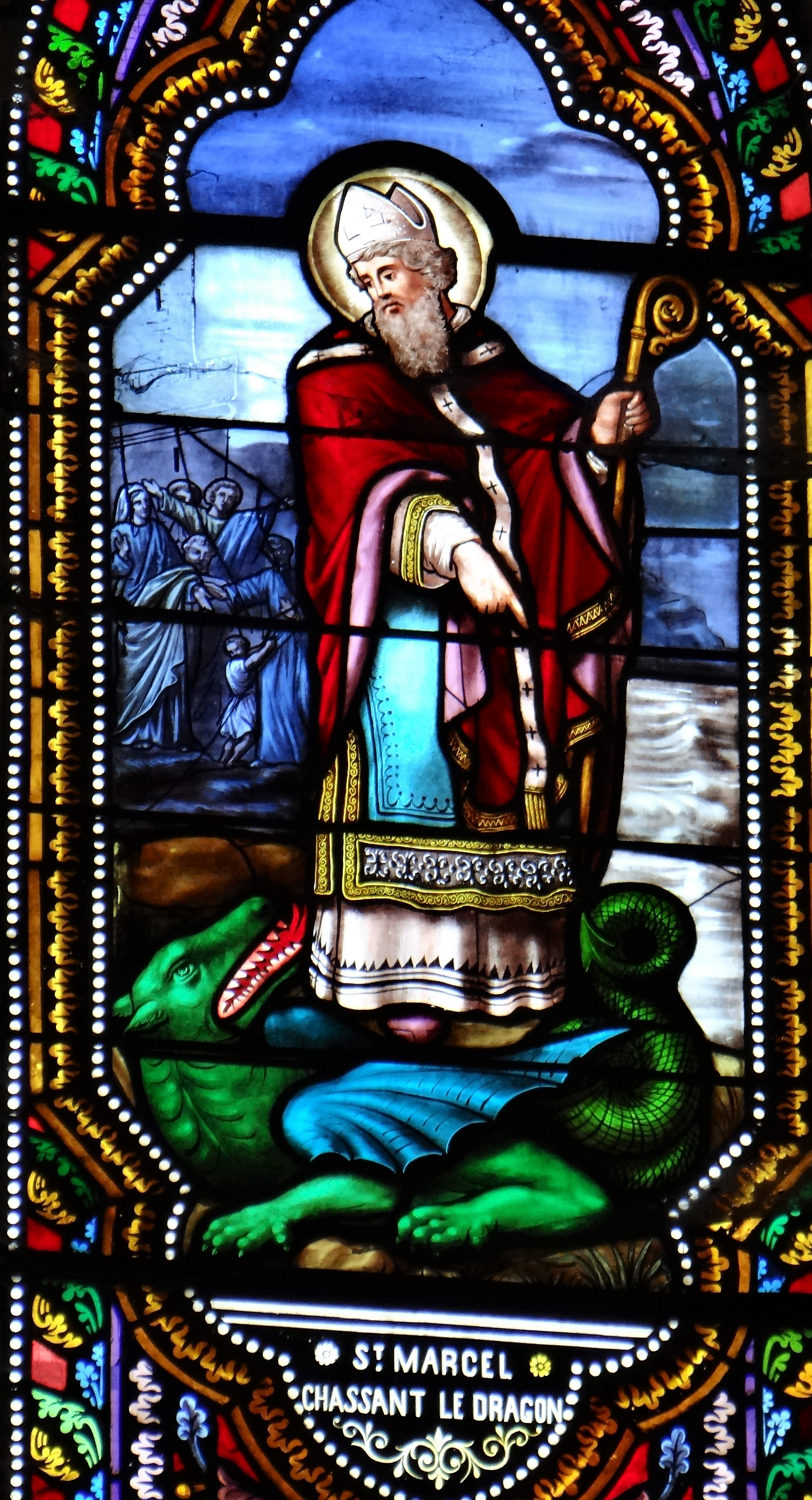
Dernier miracle : Marcel, devenu le 9e évêque de Paris, triomphe d'un dragon venu dévorer une noble matrone qui avait péché et, au moment où il sort de la forêt de Bièvre, il le maîtrise en le frappant trois fois avec son bâton pastoral. Le Bugue, église Saint-Sulpice.